# Дегтярка (приток Сухой Таболы)
Дегтярка — река в России, протекает по Тульской и Рязанской областям. Правый приток Сухой Таболы.

## География
Река Дегтярка берёт начало у села Троице-Орловка. Течёт на юг, пересекает границу Тульской области. Впадает в Сухую Таболу ниже села Молоденки. Устье реки находится в 13 км от устья Сухой Таболы. Длина реки составляет 10 км, площадь водосборного бассейна — 78 км².
В месте впадения Дегтярки на Сухой Таболе образовано водохранилище.

## Данные водного реестра
По данным государственного водного реестра России относится к Донскому бассейновому округу, водохозяйственный участок реки — Дон от истока до города Задонск, без рек Красивая Меча и Сосна, речной подбассейн реки — бассейны притоков Дона до впадения Хопра. Речной бассейн реки — Дон (российская часть бассейна).
Код объекта в государственном водном реестре — 05010100312107000000366.